# Thérèse Dussaut
Thérèse Dussaut (* 20. September 1939 in Versailles) ist eine französische Pianistin und Musikpädagogin.

## Leben
Die Tochter des Komponisten Robert Dussaut und der Komponistin Hélène Corvatti studierte in Frankreich Klavier bei Marguerite Long und Pierre Sancan und in Deutschland bei dem russischen Pianisten Wladimir Horbowski. Sie gewann Preise am Conservatoire de Paris und der Musikhochschule Stuttgart. 1957 erhielt sie den ersten Preis beim Internationalen Musikwettbewerb der ARD im Fach Klavier.
Sie begann nach dem Studium eine internationale Karriere als Konzertpianistin. Zu ihrem Repertoire zählen Werke zeitgenössischer Komponisten wie Charles Chaynes’ Klavierkonzert und Léon Mouravieffs Strophe, Antistrophe and Epode.
Von 1987 bis 1995 war sie künstlerische Leiterin des von ihr begründeten Cévennes Festival. Zwischen 1988 und 2000 leitete sie eine Sommeruniversität. Sie gab Meisterkurse in den USA, Russland, Deutschland und der Ukraine und leitet eine Meisterklasse für Klavier am Conservatoire de Toulouse. Zu ihren Schülern zählen u. a. die Pianisten Patrick Lechner, Elif Sahin-Nesweda, Nina Presicek, Peter Schedding, Felix Romankiewicz, Asli Kilic, Sora Dietzinger und Mayumi Asano. Weiterhin wirkte Dussaut als Jurorin u. a. beim Tschaikowski-Wettbewerb und beim Horowitz-Wettbewerb.
| Personendaten    | Personendaten                             |
| ---------------- | ----------------------------------------- |
| NAME             | Dussaut, Thérèse                          |
| KURZBESCHREIBUNG | französische Pianistin und Musikpädagogin |
| GEBURTSDATUM     | 20. September 1939                        |
| GEBURTSORT       | Versailles                                |